# پینکو ایزومی
پینکو ایزومی (به ژاپنی: 泉ピン子 Izumi Pinko)؛ (زادهٔ ۱۱ سپتامبر ۱۹۴۷) یک هنرپیشه زن اهل ژاپن است. از فیلم‌هایی که او در آن نقش داشته است می‌توان به سال‌های دور از خانه در نقش مادر اوشین اشاره کرد.